# Lumbeho vila
Lumbeho vila je původem pozdně klasicistní patrový měšťanský dům, který se nachází v severozápadní části pražských Hradčan v ulici U Brusnice (západním směrem od Jízdárny Pražského hradu, severně od horního konce Jeleního příkopu, kde se nachází i místní tenisový dvorec, a nedaleko od hradčanského Nového Světa). Slouží jako reprezentativní sídlo hlavy státu.

## Historie
Pozemky zahrady v raném středověku sloužily jako pohřebiště. V 70. až 80. letech 20. století zde archeolog Ivan Borkovský s antropoložkou Miroslavou Blajerovou odkryli a plošnými archeologickými výzkumy prozkoumali jedno z největších slovanských pohřebišť s kostrovými hroby z 10. století. Podle bohatství milodarů, zejména šperků, bylo připsáno příslušníkům tehdejšího knížecího dvora Přemyslovců. Podle antropologického průzkumu zde z více než 75 % byly pohřbeny ženy. Rozsáhlý soubor hmotných nálezů byl zpracováván až do roku 2014.
V raném novověku zde bývaly císařské bažantnice a jiné pomocné hospodářské budovy, které dal vybudovat Rudolf II., ty přiléhaly k blízkému hospodářskému dvoru, jenž se nalézal v těsné blízkosti Jízdárny Pražského hradu. Dalšími vlastníky pozemků byli Černínové. Humprecht Jan Černín je dal upravit na okrasné zahrady, vysázet dřeviny a postavit zde skleníky.
Dům číslo popisné 188/IV zakoupil v roce 1852 od Heliodora Heindla pražský politik a lékař Karl Lumbe, zatímco jeho bratr, profesor pražské polytechniky, dr. Josef Tadeáš Lumbe zakoupil dům čp. 94/IV v dnešní Černínské ulici. Dům nazývaný někdy vilou dal Karl Lumbe přebudovat ve strohém, pozdně klasicistním stylu. Na počátku 20. století v něm bydlel malíř Miloš Jiránek, který zde také namaloval několik nevšedních pohledů na nedaleký Pražský hrad. Původně rozsáhlé zahrady byly rozděleny a zmenšeny ve 20. letech 20. století, kdy je přeťala tramvajová trať a po obou stranách rozšířená silnice na Pohořelec. Jižní část pozemků je dodnes známa pod názvem Lumbeho zahrady. Severovýchodní pozemky patřily bratrovi Karla Lumbeho profesoru Josefovi.
Od dědiců Karla Lumbeho dům i s pozemky v roce 1925 odkoupil československý stát. Objekt poté dlouhá léta sloužil různým účelům, bydleli v něm zaměstnanci Pražského hradu, sloužil i jako skladiště. V jednu dobu byl objekt tak velmi zchátralý, že se uvažovalo o demolici.

## Reprezentativní sídlo hlavy státu
V 90. letech 20. století, kdy na Pražském hradě úřadoval prezident Václav Havel, byl dům přebudován na reprezentační státní ubytovnu, určenou pro oficiální státní návštěvy. Zásadní rekonstrukce domu čp. 188/IV rozhodly, že nikdy nebyl zapsán do Ústředního seznamu kulturních památek, zatímco čp. 94/IV s přilehlou zahradou je dosud chráněný.
Na počátku 21. století si objekt v roce 2004 za své bydliště vybral prezident České republiky Václav Klaus, který zde bydlel se svojí manželkou Livií Klausovou. Český stát nechal nákladem 52 miliónů korun chátrající objekt přebudovat na reprezentativní sídlo hlavy státu. Od té doby se pro dům vžilo čestné označení vila. Od roku 2013 ji užíval jeho nástupce, prezident Miloš Zeman, respektive jeho manželka. Po něm ho po generální údržbě a obměně nábytku za 3,1 milionu Kč (oproti plánu zvýšení o téměř 1 milion korun) začal využívat i prezident Petr Pavel.